# ديفيد بلات (كاتب)
ديفيد بلات (بالإنجليزية: David Platt)‏ هو عالم عقيدة وكاتب أمريكي، ولد في 11 يوليو 1979 في أتلانتا في الولايات المتحدة.